# Panara lemniscata
Panara lemniscata är en fjärilsart som beskrevs av Otto Thieme 1907. Panara lemniscata ingår i släktet Panara och familjen Riodinidae. Inga underarter finns listade i Catalogue of Life.